# Cowl
Cowl este un  roman science-fiction din 2004 scris de Neal Asher. Subiectele romanului sunt călătoria în timp și războiul epic al timpului dus între două facțiuni din secolul al 43-lea. Asher mai întâi a început să lucreze la acest roman cu o nuvelă pe care a denumit-o Cowl At The Beginning care în cele din urmă a evoluat în romanul Cowl. A apărut în limba română la editura Lucman, traducător Radu Timnea.